# Cyrtandra humilis
Cyrtandra humilis är en tvåhjärtbladig växtart som beskrevs av Carl Ludwig von Blume. Cyrtandra humilis ingår i släktet Cyrtandra och familjen Gesneriaceae. Inga underarter finns listade i Catalogue of Life.